# Beratwetan
Beratwetan is een bestuurslaag in het regentschap Mojokerto van de provincie Oost-Java, Indonesië. Beratwetan telt 4296 inwoners (volkstelling 2010).